# ФК Локомотив (Русе)
Локомотив е български футболен клуб от Русе. Предишни названия: ЖСК (1930 – 1945), Корабостроител (1992 – 1995). Участва в Трета аматьорска футболна лига.
Локомотив е основан на 4 декември 1930 г. През 2002 г. клубът прекратява своето съществуване. На 23 юни 2016 г. на практика е възстановен, след като обединява спортно-техническите ръководства и състезателите на ФК Марисан (Русе) и ФК Русе.

## История

### 1930 – 1945 (ЖСК)
Локомотив Русе е един от първите железничарски клубове в България. Клубът е формиран под името Железничарски спортен клуб (ЖСК) през 1928 – 1929 г. и след двегодишни спорове с ръководството на Русенска спортна област получава своята регистрация на 4 декември 1930 – тази дата се приема за рождена на ФК „Локомотив“ Русе.
Районът, който обхваща железничарският клуб се намира около ЛВЗ-Русе и стадион „Локомотив“, включително жилищните комплекси „Локомотив“ и „Възраждане“ до Захарния завод. Спортният екип на „ЖСК“ е доста оригинален – фланелки с шахматно наредени бели и черни квадрати, черни гащета с бели кантове и бели или черни чорапи.
Футболната топка влиза в тогавашната жп работилница още през 1926 г., а през 1928 г. тук вече има сформиран футболен отбор. В първото ръководство на отбора влизат инженер Сотиров, инженер Петров, Ст. Доганов, Ив. Янъков и др.
Златното десетелитие на ЖСК е от 1939 до 1949 години, когато този отбор доказва, че е най-силния от всички русенски тимове и е неизменен челник в I градска дивизия. Отборът е включен в градското първенство и в периода около Втората световна война достига до първите си големи успехи. Седем пъти е шампион на Русе и Русенска спортна област (1942 и веднъж на РОФГ (1950), 1943, 1946, 1947, 1948). В тези години Локомотив Русе записва и единствените си участия на най-високото ниво на българския футбол – Държавното първенство. Най-доброто класиране е четвъртфинал през 1943 г. В турнира за Купата на България (тогава Купа на Съветската армия) Локомотив (Русе) е полуфиналист през 1946) г. Носител на купата на „Екс тимовете“. През 1936 стават ведомствени шампиони като спечелват купата на Министерството на железниците побеждавайки на финала софийския „Локомотив“.
В края на 60-те ДФС „Локомотив“ организира турнир на ветераните, след които е излъчен състав на символичния отбор на ЖСК за периода 1930 – 1944:
- 1. Стефан Калинов, Константин Николов и М. Куловски
- 2. Стефан Чолаков, Христо Дочев и Йордан Денев
- 3. Атанас Балбузанов и Св. Петров
- 4. Стоян Русев и Св. Атанасов
- 5. Любен Вълчев и Жечо Жечев
- 6. Кирил Тодоров и Ив. Жечев
- 7. Борис Дюлгеров и В. Денев
- 8. Димитър Горбанов и Н. Маринов
- 9. Георги Велков и Г. Милев
- 10. Милко Милев и Димо Пасев
- 11. Лазар Башев и Атанас Черкезов

През 1944 г. клубът носи официално името „Локомотив“ (Русе).

### 1944 – 1972
След промените в българския футбол през 1948 г. „Локомотив“ е разтурен, въпреки че е бил най-силния отбор в Русе по това време. На 16 февруари 1949 г. е взето решението за създаване на градско дружество за физическа култура и спорт „Дунав“ с председател Иван Василев, в което влизат пет дотогавашни футболни клуба – „Динамо“ (основан през 1944 г.), „Локомотив“ (основан като ЖСК през 1930 г.) и „Русенец“ (основан през 1947 г.), с.к. „Бенковски“ и „Партизанин“ (основан през 1945 г. (наследник на „Сава“)). Традицията е съхранена във футболния отбор на Спортния клуб при ЖП възел Русе, на чиято основа по-късно е формиран Локомотив (Русе). Обединението обаче е доста краткотрайно и още през есента на същата година „Дунав“ променя името си на „Торпедо“, с което е до 1957 година. След това обединения отбор се разпада на съответните секторни ДСО.
От 1951 г. „Локомотив“ се отделя като самостоятелен клуб.
През 1952 г. „железничарите“ записват първо участие в новоучредената през 1950 година Б група, когато второто ниво на българския футбол е разделено на пет подгрупи – 6-о място в Североизточната Б група. През 1954 и 1955-а железничарите се класират на два пъти на пето място в Североизточната Б РФГ.
През месец май 1957 година се създават три градски дружества за физкултура и спорт в Русе: „Локомотив“, „Дунав“ и „Партизанин“, които се обединяват през 1959 г. под името „Дунав“ (Русе).
Оттук нататък „Локомотив“ продължава съществуването си като малък спортен клуб при жп възел Русе. От 1956 година след отпадането си от Б РФГ „железничарите“ играят в зоните до 1966 г., когато отново се завръщат в редовете на втория ни футболен ешелон. След което „Локомотив“ Русе се утвърждава като втори отбор на крайдунавския град и записва участия в първенствата на Б и В група, като най-големите постижения са 6-място в Северната Б група през 1969/70 и 1971/72 г.

### 1972 – 1992
От 1972 г. след обединението и създаването на транспортното дружество за физкултура и спорт – ТДФС „Дунав“ (Русе) до 1981 г. „Локомотив“ е колективен младежки тим към отбора на „Дунав“. През 1981 г. отново се възстановява ДФС „Локомотив“ и футболния клуб към него. Тогава „локомотивци“ играят във Ф РФГ, а през 1984 г. се завръщат отново в единната Б РФГ. По това време старши треньор на отбора е м.с. Тодор Тодорв, а помощник треньор е Павел Малинов – бивши футболисти на Дунав и националния отбор. Така през 80-те години се ражда нова силна генерация футболисти на „железничарите“, които донасят на клуба успехи в турнира за „Купата на България“ – четвъртфинал през 1985/86 и „Купата на Съветската армия“ – четвъртфинали през 1984/85 и полуфинал през 1988/89.
Следват лутания нагоре-надолу. През 1985/86 след променливо представяне отпадат във В РФГ, а през 1987/88 след първо място в Североизточната В РФГ се завръща в Б група. Заслуга за това има треньорския екип Никола Христов – старши треньор и Атанас Цанов – треньор и тримата млади голмайстори Иван Игнатов – 8 гола, Томислав Господинов – 17 гола и Пламен Петков с 2 гола. Последният от тях е национален футболист в юношеския и младежкия състав на страната и участник във финалите на световните юношески първенства проведени съответно в СССР – 1985 г. и Чили – 1987 г.
Детско-юношеската школа създава и други национали: Сашо Тодоров и Димитър Тотев.
Следва слабо представяне и отново изпадане във В РФГ. През сезон 1991/92 „железничарите“ печелят поредната си промоция в Б група. Финансовата криза и оттеглянето на местното ръководство на БДЖ от клуба довеждат на стадион „Локомотив“ нови хора. За президент на клуба е избран директорът на „Русенска корабостроителница“ Пенко Димитров. Така в този период 1989 – 1992 те остават да ритат във В РФГ.

### 1992 – 1995 (Корабостроител)
Сериозни промени има в началото на сезона 1992/93 в Б група. Клубът е преименуван на „Корабостроител“, а традиционните червено-черни цветове са заменени с бяло-сини. Въпреки това сезонът е повече от разочароващ – „Корабостроител“ завършва на предпоследното 19-о място и поради факта, че Б група е разделена на две дивизии запазва професионалния си статут и за следващия сезон, където играе до 1998/99. В отбора е привлечен голмайсторът Стефан Юруков, направил по-късно кариера в Литекс (Ловеч). Юруков оправдава високата сума, платена за него, като бележи няколко гола за 5 мача. Тогава той счупва крак и отбора отново поема към дъното на класирането.
На полусезона „Корабостроител“ е на предпоследното място, но са привлечени опитният русенски треньор Никола Христов и няколко качествени футболисти – Иво Георгиев, Симеон Кръстев, Михаил Христов и Христофор Цочев. Пролетния полусезон е направо впечатляващ. Изгрява звездата на Иво Георгиев, вкарвайки много голове, включително и няколко хеттрика. „Корабостроител“ се измъква от зоната на изпадащите и финишира по средата на таблицата за класиране. Следващия сезон 1994/95 е най-успешния. „Корабостроител“ е с най-силното нападение в групата – 67 гола, но шансът за влизане в А група е пропуснат. Няколко кръга преди края на сезона „Русенска корабостроителница“ е обявена в несъстоятелност, а президентът Пенко Димитров е под арест. Ерата „Корабостроител“ приключва с извоюваното 5-о място в Б група, постижение неповтаряно от 40 години (1955 г). Треньорът м.с. Никола Христов (бивш национал и централен нападател на „Дунав“ и „ЦСКА“) напуска, а с него и част от звездите на отбора. Иво Георгиев (бивш играч на „Дебрецен“, Унгария) става голмайстор на Локомотив за всички времена, през следващия сезон ще стане голмайстор на А група със Спартак (Варна), записва и участия за националния отбор за ЕВРО'96. За треньор е назначен Павел Малинов.

### 1995 – 2002
Президент на клуба става частния предприемач Орлин Танов. Името „Локомотив“ е върнато, а за треньор е назначен Георги Велинов. През сезон 1995/96 Локомотив финишира на 12-о място в Б група, а през следващия сезон 1996/97 изпада в третото ниво на футбола ни.
Следват 5 години в първенството на Севериозточна В група. Играчите са само юноши от школата на отбора. В последните 2 години са привлечени опитните Благовест Георгиев, Мирослав Енев, Самир Мастънов, Ценко Серафимов и др. През сезон 2000/01 Локомотив остава втори в крайното класиране, като обединен тим „Чикаго-Файър“ (Русе). През паузата клубът изпада в сериозна криза и е пред разпадане.
Тогава се обединява с друг русенски третодивизионен отбор – „Чикаго“ и под името „ЛОКОМОТИВ-Чикаго“ през сезон 2001/02, като печели безапелационно първото място. Преди новия сезон се оказва, че клубът няма финансова възможност да продължи участието си не само в професионалния футбол, но дори и на по-долното ниво.
Ръководителите на ФК „Локомотив-Чикаго“ предлагат на изпадналия също в тежка финансова криза градски съперник Дунав да се обединят и да направят общ клуб. Тази идея обаче е отхвърлена, тъй като юридически ПФК „Дунав“ е акционерно дружество с общинско участие 34%, а ФК „Локомотив-Чикаго“ е частен клуб. А в този момент Общината в Русе няма намерение да помага нито на „Дунав“, нито на „Локомотив-Чикаго“. В крайна сметка ПФК „Дунав“ успява за закърпи положението, а новоизбраният кмет на Русе Елеонора Николова е привлечена за каузата на „сините“. „Дунав“ доиграва сезона в Б група и изпада във В група, където не започва сезона, след което фалира и е закрит.
На 5 юли 2002 г. собствениците на клуба обявяват публично, че отбора няма пари да започне сезона и ще се откаже от участие в Б група. Двамата съпрезиденти Орлин Танов и Венцислав Ангелов водят преговори с местни бизнесмени, изявили желание да поемат клуба в Б група. Първоначално определената цена е била 100 000 долара, а впоследствие е смъкната до 70 000 долара. Сумата обаче е преценената като висока от кандидатите.
На 29 юли 2002 г. Орлин Танов обявява, че закрива клуба. Треньорите и футболистите, които не са получили заплати и премии още от миналия сезон, сега са освободени. От двамата съпрезиденти Танов се оттегля от футболния живот за известно време, а от началото на 2006 г. е спортно-технически директор на ФК „Дунав“ (Русе).

## Периода след закриването
Венцислав Ангелов възстановява предишния си клуб под името „Чикаго Файър“ и пуска отбори в детско-юношеските първенства, а за сезон 2006/07 предвижда клубът му да участва и с мъжки отбор в първенството на русенската областна група. Старши треньорът Димитър Димитров – Кулеманс, под чието ръководство „железничарите“ спечелиха промоцията в Б група, след известно време поема ФК „Приста 2000“ (кв. Средна кула, Русе), когото извежда до титлата в областната група през сезон 2004/05. От февруари 2006 г. се оттегля от треньорската професия и става председател на Областния съвет на БФС в Русе. Футболистите преминават със свободни трансфери в други клубове.
В периода 2002 – 2016 г. ФК „Локомотив“ практически не съществува.
През 2004 г. се създава ФК „Аристон“ (Русе), който играе срещите си от първенството на ст. Локомотив и градския стадион. Има спорни моменти дали Аристон е наследник на Локомотив Русе.

## Възстановяване на дейността на клуба
През лятото на 2016 година ФК Ломомотив (Русе) на практика е възстановен след неформалното обединение на футболните клубове „Марисан“ /основан 2011 г./ и „Русе“ /основан 2011 г./.
Основни движещи лица в този процес са председателят на Управителния съвет на ФК „Марисан“ Петър Петров, старши треньорът на ФК „Марисан“ Борислав Богомилов и директорът на школата на ФК „Русе“ Калоян Георгиев.
Към момента на обединението ФК „Марисан“ има мъжки отбор в Североизточната Трета лига, а ФК „Русе“ разполага с детско-юношеска школа. 
На 23 юни 2016 г. ФК „Марисан“ променя името си на ФК „Локомотив“, като председател на Управителния съвет на клуба остава Петър Петров. Борислав Богомилов остава старши треньор на възстановения „Локомотив“, а Калоян Георгиев става технически директор на клуба. 
Мъжкият отбор на ФК „Марисан“ с допълнителна селекция става основата на представителния отбор на възстановения ФК „Локомотив“, съответно детските и юношеските отбори на ФК „Русе“ започват да играят под името „Локомотив“ с началото на спортно-състезателния сезон 2016/17.

### 2016 – 2021
През сезон 2016/17 Локомотив (Русе) официално се завръща в първенството на България след 14-годишна пауза. Представителният отбор завършва на 6-о място в Североизточната Трета лига, като за домакински срещи използва предимно стадион „Дунав“, а отделни мачове са проведени на Градския стадион в Русе и на стадиона в село Червена вода. На 9 февруари 2017 г. Борислав Богомилов изненадващо подава оставка като старши треньор по лични причини и е заменен на поста от неговия помощник Ивайло Кирилов.
На 8 април 2017 г. Борислав Богомилов умира след продължително боледуване. Смъртта му е приета с огромна болка от ръководството, футболистите и привържениците на Локомотив (Русе). Богомилов е бил юноша и футболист на отбора през 80-те и 90-те години на XX век и е с основен принос за възстановяването на клуба през лятото на 2016 г.
През сезон 2017/18 Локомотив (Русе) завършва на престижното трето място в първенството на Североизточната Трета лига под ръководството на старши треньора Ивайло Кирилов. Отборът играе основната част от домакинските си срещи на стадиона на Русенския университет „Ангел Кънчев“ през есента и на стадион „Дунав“ през пролетта. Отделни домакинства са проведени на Градския стадион и на стадиона в Сливо поле.
През сезон 2018/19 Локомотив (Русе) завършва на седмо място в първенството на Североизточната Трета лига под ръководството на старши треньора Ивайло Кирилов. Отборът играе основната част от домакинските си срещи на Градския стадион и на стадион „Дунав“ през пролетта. Отделни домакинства са проведени на стадиона на Русенския университет „Ангел Кънчев“.
През сезон 2019/20 мъжкият отбор на ФК „Локомотив“ преустановява своето участие в Трета лига поради финансови и организационни причини. Основният проблем е в липсата на постоянна база за провеждането на тренировъчен процес и домакински мачове, за които досега „железничарите“ са били принудени да използват различни стадиони в Русе и околностите му. Старши треньорът Ивайло Кирилов и всички футболисти на представителния тим са осовободени да си търсят нови отбори. Продължава да функционира школата на клуба с пълен набор от отбори в различните възрастови групи. Първенствата са прекратени с начало на пандемията от Ковид-19 през пролетта на 2020 г.
През сезон 2020/21 представителният мъжки отбор на ФК „Локомотив“ е възстановен на основата на тима на юношите старша възраст от предното първенство.  Отборът е включен в първенството на Русенската Областна група – Изток, където завърша на пето място и не участва в плейофите за определяне на областния първенец. През есента старши треньори на „Локомотив“ в тандем са Калоян Георгиев и Румен Шанкулов, които са освободени от председателя на Управителният съвет Петър Петров и от 1 февруари 2021 г. начело на тима застава старши треньорът Йордан Кирилов. През есента „Локомотив“ играе домакинстите си мачове на Градския стадион, а през пролетния полусезон се завръща на своята историческа база - стадион „Локомотив“. 
След 19 години пауза стадион „Локомотив“ най-сетне приема мач на русенските „железничари“. Това става, след като концесията на спортния комплекс изтича и Община Русе се връща контрола над стадиона. На 7 март 2021 г. в официален мач от първенството на Областната група на своя клубен стадион Локомотив (Русе) бие с 6:0 отбора на „Юделник“.
На 8 март 2021 г. официално е обявено, че футболните клубове „Локомотив“ и „Аристон“ ще направят неформално сливане.  На практика ФК „Локомотив“ приема треньорите и състезателите от школата на „Аристон“, която прекратява своето самостоятелно съществуване след края на сезон 2020/21 и започва да ползва стадион „Локомотив“, който до този момент е бил отдаден на концесия на ФК „Аристон“. 

### 2021 -
След промяна в ръководството на клуба, оглавено от новия председател на Управителния съвет Стоян Младенов (вписан в Търговския регистър официално на 2 септември 2021 г.), е решено представителният отбор на Локомотив (Русе) да бъде включен в първенството на Североизточна Трета лига за сезон 2021/22 по покана на БФС.
Отборът се включва в първенството със състав от футболисти предимно във възрастовата граница 16-18 години, записва поредица от слаби резултати и се установява на последното място в класирането след есенния полусезон.
На 23 март 2022 г. Изпълнителният комитет на БФС прекратява членството на Локомотив (Русе) като клуб в съюза заради административно нарушение. Като следствие от това всички отбори (представителен мъже и детско-юношески) са извадени от съответните първенства.
Фактически, наказанието с изваждане от първенството, зачитане на досегашните резултати и присъждане на служебни загуби до края на сезон 2021/22 е наложено и изпълнено само по отношение на представителния отбор на Локомотив (Русе) в Североизточната Трета лига.
Преди това, на полусезона, детският отбор – участник в Зона „Варна“, се отказва от участие по други причини, докато Юношите младша възраст (Зона „Варна“) и Деца Б (Зона „Русе“) довършват сезона в съответните първенства.
На 12 юли 2022 г. е извършена промяна в Управителния съвет на ФК Локомотив (Русе). Досегашният председател Стоян Младенов се оттегля от клуба, а на негово място е избран Явор Кирилов.
На 26 юли 2022 г. Управителният съвет на ФК Локомотив (Русе), след консултации с БФС, взема решение представителният отбор да се включи в първенството на Североизточната Трета лига, откъдето с решение на Изпълнителния комитет на БФС същият е изваден от първенството в предния сезон 2021/22.
Формално Локомотив (Русе) използва лиценза на завършилия на шесто място в Източната Областна група Вихър 2020 (Николово), като променя името му на „Локомотив 2022“, седалището му от село Николово в град Русе и състава на Управителния съвет. Съответно след така извършените промени е подадена заявка за включване в първенството на Североизточната Трета лига за сезон 2022/23, която е утвърдена положително от Зоналния съвет на БФС.
По този начин на практика се възстановява дейността и мястото в Трета лига на изключения като член на БФС през март 2022 г. ФК Локомотив (Русе).
Поради кратките срокове до началото на сезона отборът не е добре окомплектован и селекцията продължава в движение, което се отразява на представянето в първенството – последно място на полусезона с актив от три точки, дошли след три равни мача.
През зимната пауза е извършена удачна селекция и са привлечени няколко нови състезатели, с които „Локомотив“ придобива съвсем различен облик и успява да се спаси от изпадане, събирайки 21 точки и финиширайки на 13-о място в крайното класиране.

## Наименования
- „ЖСК“ (4 декември 1930 – октомври 1945)
- „Локомотив“ (октомври 1945 – 16 февруари 1949)
- „Железничар“ (сектор на ФД „Дунав“) (16 февруари 1949 – октомври 1949)
- „Торпедо“ (октомври 1949 – януари 1951)
- „Локомотив“ (януари 1951 – 30 октомври 1972)
- „Локомотив“ (спортен клуб към ТДФС „Дунав“) (30 октомври 1972 – 14 ноември 1979)
- „Локомотив“ (14 ноември 1979 – август 1992)
- „Корабостроител“ (август 1992 – юли 1995)
- „Локомотив“ (юли 1995 – 16 юли 2001)
- „Локомотив-Чикаго“ (16 юли 2001 – 29 юли 2002)
- „Локомотив“ (от 23 юни 2016 г.) (след обединение на „Марисан“ и „Русе“)

## Успехи
Национални
- Носител на Железничарската купа (1): (1936)
- Четвъртфиналист в Държавното първенство (1943)
- Шампион на Северната Б група (1950)
- Шампион на Русе и Русенска спортна област (РСО) (5):: (1942, 1943, 1946, 1947, 1948)
- Шампион на (РОФГ) Русенска окръжна футболна група (5): (1951. 1958, 1958/59, 1979/80, 1980/81)
- 5-о място в Северната Б група (1994/95)
- 5-о място в Североизточната Б група (1955)
- 6-о място в Б група (1969/70, 1971/72)
- полуфиналист за Купата на България (1946)
- полуфиналист за Купата на Съветската армия (1946), (1988/89)
- четвъртфиналист за Купата на Съветската армия (1984/85)
- четвъртфиналист за Купата на НРБ (1985/86)
- 20 участия в първенството на Б група
- Шампион на Зонови футболни групи (3): 1994/65 (зона "Дунав), 1966/67 (зона "Черно море"), 1973/74 (зона "Янтра")
- Шампион на Североизточната В група (4): 1983/84, 1987/88. 1991/92, 2001/02

Международни
- 3-то място и Бронзови медали (1): Световното железничарско първенство в Дуисбург, Германия (1991).

С най-много мачове за клуба е Александър Цонев със 199 мача, а с най-много голове за клуба е Иво Георгиев с 38 гола.

## Международни мачове
| Година | Номер | Град     | Страна | Отбор                | Резултат |
| ------ | ----- | -------- | ------ | -------------------- | -------- |
| 1944   | 1     | Гюргево1 |        | „Унирея“ (Гюргево)   | 2:3      |
| 1947   | 2     | Русе     |        | „ЧФР“ (Гюргево)      | 1:1      |
| 1955   | 3     | Русе     |        | „Локомотив“          | 1:2      |
| 1956   | 4     | Русе     |        | „Колеяж“             | 2:2      |
| 1959   | 5     | Русе     |        | „Металул“ (Букурещ)  | 2:0      |
|        | 6     | Гюргево  |        | „Гюргево“ (сборен)   | 0:4      |
|        | 7     | Будапеща |        | „Гюргево“ (сборен)   | 3:0      |
| 1983   | 8     | Русе     |        | „Глория“             | 0:1      |
| 1984   | 9     | Русе     |        | „Рапид“ (Букурещ)    | 3:2      |
| 1987   | 10    | Русе     |        | „Перистери“ (Атина)  | 5:2      |
|        | 11    | Букурещ  |        | „Рапид“ (Букурещ)    | 1:4      |
| 1988   | 12    | Русе     |        | „Рапид“ (Букурещ)    | 2:6      |
|        | 13    | Русе     |        | „Поепа“ (Ларнака)    | 4:1      |
|        | 14    | Русе     |        | „Рапид“ (Букурещ)    | 2:3      |
|        | 15    | Никозия  |        | „Едон“               | 3:1      |
|        | 16    | Никозия  |        | „Егорас“             | 4:3      |
| 1989   | 17    | Русе     |        | „Звейниекс“ (Лиепая) | 1:1      |
| 1990   | 18    | Русе     |        | „Рапид“ (Букурещ)    | 2:3      |
| 2023   | 19    | Гюргево  |        | „Дунарея“ (Гюргево)  | 0:5      |

Посоченият списък е непълен. Локомотив (Русе) изиграва значително по-голям брой международни мачове между 1936 г. и настоящия момент.

## Ръководство и спортно-технически щаб
- Председател на Управителния съвет: Явор Кирилов
- Старши треньор: Свилен Касабов
- Играещи помощник-треньори: Живко Парашкевов и Драгош Фирцулеску
- Треньор на вратарите: Златко Златев
- Директор на ДЮШ "Локомотив": Камен Симеонов

## Старши треньори
| Период      | Име                                         |
| ----------- | ------------------------------------------- |
| 2016 – 2017 | Борислав Богомилов                          |
| 2017 – 2019 | Ивайло Кирилов                              |
| 2020 – 2021 | Калоян Георгиев и Румен Шанкулов (в тандем) |
| 2021 – 2021 | Йордан Кирилов                              |
| 2021 –      | Свилен Касабов                              |

## Известни футболисти
- Мильо Милев
- Стефан Калинов
- Стоил Русев
- Димитър Гурбанов
- Лазар Башев
- Продан Новаков
- Атанас Черкезов
- Димитър Пасев
- Ганчо Василев
- Кирил Пенев
- Иван Дишлиев
- Йордан Цонев
- Демостен Яков
- Ремзи Нуриев
- Александър Цонев
- Георги Георгиев
- Никола Неделчев
- Никола Ветронов
- Димитър Митов
- Тихомир Гьоков
- Евтим Николов
- Станчо Димитров
- Методи Методиев
- Христо Станчев
- Димитър Андонов
- Благой Ковачев
- Никола Йорданов
- Борислав Богомилов
- Тома Филипов
- Благовест Георгиев
- Красимир Колев
- Евгени Игнатов
- Борислав Стоянов Димитров
- Илиян Минчев
- Станислав Пашев
- Сашо Тодоров
- Румен Монев
- Костадин Аврамов
- Пламен Петков
- Илия Янков
- Димитър Тотев
- Красимир Дончев
- Мариян Тодоров
- Христофор Цочев
- Иво Георгиев
- Симеон Кръстев
- Иван Близнаков
- Михаил Христов
- Стефан Митов
- Ценко Серафимов
- Илиян Памуков
- Николай Боянов
- Величко Великов
- Пламен Кръстев
- Владислав Митков Иванов
- Мартин Красимиров Йорданов
- Деян Дечев
- Петър Огнянов Димитров
- Вихрен Узунов
- Мирослав Великов
- Мартин Керчев

## Известни треньори
- Георги Пармаков
- Кирил Манев
- Венци Начев
- Петър Флоров
- Енчо Калайджиев
- Петър Пенев
- Васил Разсолков
- Атанас Цанов
- Тодор Тодоров
- Никола Христов
- Ремзи Нуриев
- Георги Велинов
- Борислав Богомилов

## Треньорите, ръководили отбора
- Любомир Малинов – 1981/82
- Любомир Малинов – 1982/83
- Тодор Тодоров – 1983/84
- Тодор Тодоров – 1984/85
- Тодор Тодоров – 1985/86
- Петър Колев – 1986/87
- Никола Христов – 1987/88
- Никола Христов – 1988/89
- Атанас Цанов – 1989/90
- Тодор Тодоров – 1990/91
- Тодор Тодоров – 1991/92
- Тодор Тодоров – 1992/93 (есен)
- Васил Разсолков – 1992/93 (пролет)
- Васил Разсолков – 1993/94 (есен)
- Никола Христов – 1993/94 (пролет)
- Никола Христов – 1994/95
- Ремзи Нуриев – 1995/96 (есен)
- Георги Велинов – 1995/96 (пролет)
- Игнат Младенов – 1995/96 (лято)
- Валентин Василев – 1996/97
- Драгомир Енчев – 1997/98 (играещ)
- Ремзи Нуриев – 1998/99
- Петър Колев – 1999/2000
- Валери Кулинов – 2000/01
- Димитър Димитров – 2001/02